# Đại hội Hội đồng Giám mục Việt Nam XI
Hội đồng Giám mục Việt Nam tổ chức Đại Hội 3 năm một lần, để đánh giá các hoạt động của Giáo hội Công giáo Việt Nam trong thời gian qua và bàn những việc trong thời gian tới, đồng thời cũng để bầu Ban Thường vụ và các Ủy ban của Hội Đồng Giám mục Việt Nam cho nhiệm kỳ mới (2010 - 2013).

## Hoạt động
Ngày 04 tháng 10 năm 2010, lễ thánh Phanxicô Assisi, Hội đồng Giám mục Việt Nam đã khai mạc Đại Hội lần thứ XI tại Trung tâm Mục vụ Tổng Giáo phận Thành phố Hồ Chí Minh, tất cả các giám mục thuộc 26 giáo phận trong cả nước đã tề tựu về đây.
Sáng ngày 08 tháng 10, ngày cuối cùng của Đại Hội, các Giám mục dâng lễ kính Thánh Tâm Chúa Giêsu tại nhà nguyện Đại chủng viện thánh Giuse với các Đại chủng sinh. Buổi làm việc cuối cùng có một số vấn đề về tổ chức Đại hội Dân Chúa tháng 11 năm 2010 và Lễ Bế mạc Năm Thánh tại La Vang.
Trong những họp, các giám mục đã nghe các giám mục đại diện ba giáo tỉnh tường thuật về cuộc hội ngộ linh mục trong mỗi giáo tỉnh và những kinh nghiệm của mình, họ cũng cầu nguyện, lắng nghe những góp ý của mọi thành phần giáo dân, suy nghĩ và bàn thảo chuẩn bị cho Đại Hội Dân Chúa vào cuối tháng 11 năm 2010 cũng như lễ bế mạc Năm Thánh vào lễ Hiển Linh 2011.

## Ban thường vụ khóa XI
Ban Thường vụ
- Chủ tịch: Giám mục Phêrô Nguyễn Văn Nhơn, Tổng giám mục chính tòa Tổng giáo phận Hà Nội
- Phó chủ tịch: Giám mục Giuse Nguyễn Chí Linh, Giám mục chính tòa Giáo phận Thanh Hóa
- Tổng thư ký: Giám mục Cosma Hoàng Văn Đạt, Giám mục chính tòa Giáo phận Bắc Ninh
- Phó tổng thư ký: Giám mục Phêrô Nguyễn Văn Khảm, giám mục phụ tá Tổng giáo phận Thành phố Hồ Chí Minh.

## Chủ tịch các Ủy ban khóa XI
1. Ủy ban Giáo lý đức tin: Giám mục Phaolô Bùi Văn Đọc, Giám mục chính tòa Giáo phận Mỹ Tho
2. Ủy ban Thánh Kinh: Giám mục Giuse Võ Đức Minh, Giám mục chính tòa Giáo phận Nha Trang
3. Ủy ban Phụng tự: Giám mục Phêrô Trần Đình Tứ, Giám mục chính tòa Giáo phận Phú Cường
4. Ủy ban Thánh nhạc: Giám mục Vinh Sơn Nguyễn Văn Bản, Giám mục chính tòa Giáo phận Ban Mê Thuột
5. Ủy ban Nghệ thuật thánh: Giám mục Mátthêu Nguyễn Văn Khôi, Giám mục Phó Giáo phận Qui Nhơn
6. Ủy ban Giáo sĩ - Chủng sinh: Giám mục Antôn Vũ Huy Chương, Giám mục chính tòa Giáo phận Hưng Hóa
7. Ủy ban Tu sĩ: Giám mục Phêrô Nguyễn Văn Đệ, Giám mục chính tòa Giáo phận Thái Bình
8. Ủy ban Giáo dân: Giám mục Giuse Trần Xuân Tiếu, Giám mục chính tòa Giáo phận Long Xuyên
9. Ủy ban Mục vụ gia đình: Giám mục Giuse Châu Ngọc Tri, Giám mục chính tòa Giáo phận Đà Nẵng
10. Ủy ban Mục vụ Giới trẻ: Giám mục Giuse Vũ Văn Thiên, Giám mục chính tòa Giáo phận Hải Phòng
11. Ủy ban Loan báo Tin Mừng: Giám mục Giuse Nguyễn Năng, Giám mục chính tòa Giáo phận Phát Diệm
12. Ủy ban Mục vụ di dân: Hồng y Gioan Baotixita Phạm Minh Mẫn, Tổng giám mục chính tòa Tổng giáo phận Thành phố Hồ Chí Minh
13. Ủy ban Văn hóa: Giám mục Giuse Vũ Duy Thống, Giám mục chính tòa Giáo phận Phan Thiết
14. Ủy ban Giáo dục công giáo: Giám mục Tôma Vũ Đình Hiệu, Giám mục phụ tá Giáo phận Xuân Lộc
15. Ủy ban Truyền thông xã hội: Giám mục Phêrô Nguyễn Văn Khảm, Giám mục Phụ tá Tổng giáo phận Thành phố Hồ Chí Minh
16. Ủy ban Bác ái xã hội - Caritas: Giám mục Đa Minh Nguyễn Chu Trinh, Giám mục chính tòa Giáo phận Xuân Lộc
17. Ủy ban Công lý - Hòa bình: Giám mục Phaolô Nguyễn Thái Hợp, Giám mục chính tòa Giáo phận Vinh

## Các thông báo
Đại hội Dân Chúa sẽ được tổ chức tại Trung tâm mục vụ Tổng giáo phận Thành phố Hồ Chí Minh từ ngày 21 đến ngày 25 tháng 11 năm 2010. Đại hội quy tụ 300 tham dự viên là đại biểu của mọi thành phần: linh mục, tu sĩ, giáo dân. Theo danh sách các giáo phận và Liên hiệp các bề trên thượng cấp gửi về, Hội đồng Giám mục sẽ gửi Thư mời đến các đại biểu Mục tiêu của đại hội là mời gọi mọi thành phần giáo dân cùng nhau xây dựng Giáo hội giữa lòng quê hương Việt Nam, một Giáo hội là dấu chỉ và khí cụ hiệp thông giữa con người với Thiên Chúa và giữa con người, một Giáo hội thi hành sứ vụ loan báo Tin Mừng trong hoàn cảnh đất nước và thế giới.
Năm Thánh 2010 sẽ được kết thúc cách trọng thể tại trung tâm hành hương Thánh Mẫu La Vang vào dịp lễ Hiển Linh 4 - 6 tháng 1 năm 2011.
Ngày 22 tháng 10 năm 2010, Vatican sẽ chính thức mở án phong chân phước cho Tôi tớ Chúa - Hồng y Phanxicô Xaviê Nguyễn Văn Thuận. Hội đồng Giám mục mời gọi làm theo ông, làm chứng cho Tin Mừng và hi vọng trên quê hương đất nước. Cách cụ thể, mời gọi giáo dân quan tâm và san sẻ với những đồng bào đang khó khăn, những người đang phải chịu cảnh lũ lụt tại các tỉnh nghệ An, Hà Tĩnh, Quảng Bình, Quảng Trị, Thừa Thiên - Huế. Hội đồng Giám mục Việt Nam đã gửi món quà khẩn cấp đến các nạn nhân và cậy giáo dân giúp đỡ cho đồng bào mình bằng lời cầu nguyện và vật chất gửi đến các Tòa giám mục.